# Róbert Fazekas
Pour les articles homonymes, voir Fazekas.
Róbert Fazekas (né le 18 août 1975 à Szombathely) est un athlète hongrois, spécialiste du lancer du disque.
Champion d'Europe en 2002 et vice-champion du monde en 2003, il remporte les Jeux olympiques de 2004 à Athènes. Mais il est destitué de son titre olympique pour avoir refusé de satisfaire au prélèvement d'un échantillon d’urine lors du contrôle antidopage. Malgré plusieurs heures d’attente et l’absorption de plusieurs litres d’eau, il n'a pu fournir que 25 millilitres d’urine, soit trois fois moins que la quantité imposée par le règlement. Et il est en fait suspecté d’avoir tenté de remettre un faux échantillon urinaire. Il est suspendu pour 2 ans.
De retour à la compétition, le 19 août 2008, il termine 8e des Jeux olympiques de 2008 à Pékin avec un jet à 63,43 m. Enfin, en 2010, il termine à la 3e place des championnats d'Europe à Barcelone.

## Autres sources
- Robert Fazekas discus throw on youtube